# Зоннеберг (район)
Зоннеберг (нім. Sonneberg) — район у Німеччині, у складі федеральної землі Тюрингія. Адміністративний центр — місто Зоннеберг.

## Населення
Населення району становить 56 504 осіб (станом на 31 грудня 2021).

## Адміністративний поділ
Район складається з п'яти міст і шести громад (нім. Gemeinden).
Дані про населення наведені станом на 31 грудня 2021.
| Міста: 1. Зоннеберг (23507) 2. Лауша (3188) 3. Нойгаус-ам-Реннвег (8927) 4. Шалькау (3266) 5. Штайнах (3641) | Громади: 1. Бахфельд (Невірний параметр metadata 16072001) 2. Гольдісталь (358) 3. Нойгаус-Ширшніц (Невірний параметр metadata 16072014) 4. Феріц (Невірний параметр metadata 16072005) 5. Франкенблік (5617) 6. Юденбах (Невірний параметр metadata 16072009) |